# Borogowia
Borogowia (Borogovia) – dwunożny, mięsożerny dinozaur z rodziny troodonów. teropod spokrewniony z troodonem.
Znany jest jedynie z niekompletnych skamieniałości kończyn tylnych. Nazwa zwierzęcia pochodzi od "borogoves" (w polskim tłumaczeniu "borolągwy", "boroglątwy" albo "borogowie"), fikcyjnych stworzeń wymienionych w poemacie Lewisa Carrolla "Jabberwocky".

## Wielkość
Długość ciała borogowii szacuje się na do 2 m, wysokość: 70 cm, masę na około 13 kg.

## Występowanie
Żył w późnej kredzie na terenach Azji. Jego szczątki znaleziono w Mongolii.

## Gatunki
- Borogovia gracilicrus